# 瓜热鲁
瓜热鲁是巴西巴伊亚州的一个市镇。总面积643.439平方公里，总人口7224人，人口密度11.2人/平方公里。